# گل و مرغ

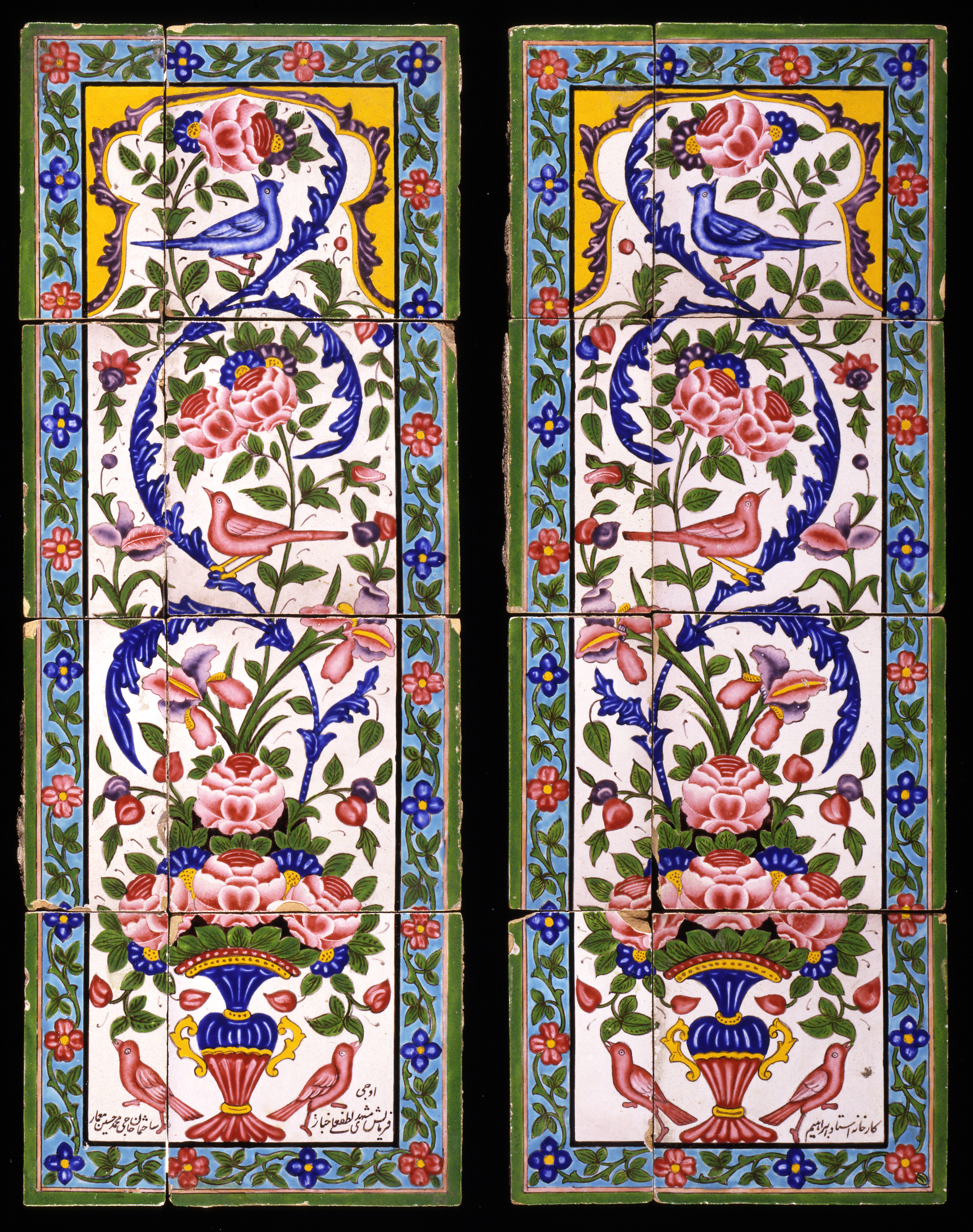
دو باریکه کاشی از جنس سفال، رنگ آمیزی شده (طرح گل و مرغ) با لعاب رنگی بر روی لعاب سفید متعلق به نیمه نخست سده ۱۹ میلادی

گل و مرغ سبکی در نگارگری ایرانی است. گل و مرغ نماد موهبت الهی و تجلی ظریف و لطیف آفریدگار است. گفتگوی عاشقانه گل و مرغ نیز به تسبیح‌گویی خداوند و ذکر حق تشبیه می‌شود. گل مقام معشوق را دارد و پرنده (مرغ)، عاشق. در نگارگری گل و مرغ ایجاد هارمونی بین عناصر نقاشی بسیار ظریف است. لازم نیست حتماً پرنده نیز در اثر ترسیم شود اما در صورت حضور به حالت انتظار صبورانه برای شکوفایی گل و عشقبازی با او است. پرنده گاه با اوج‌گیری و حالت سرمستی، خود را از عالم ماده جدا کرده و حالت صعود به سوی عالم غیرمادی دارد.
بیت شعر زیر مفهوم نهفته در نگارگری گل و مرغ را به خوبی بازتاب می‌دهد:
| فکر بلبل همه آن است که گل شد یارش |  | گل در اندیشه که چون عشوه کند در کارش |

رنگ‌آمیزی نقش‌های گل و مرغ و به‌طور کلی نگارگری ایرانی واقع‌گرا نیست و نقاش در انتخاب رنگ‌ها کمابیش آزادی عمل دارد.
علاوه بر خاص بودن موضوع این هنر، پرداز نقطه ای و ظریف وهمچنین پرکار این هنر، از ویژگی های منحصر به فرد نقاشی گل و مرغ می باشد. در گذشته از این هنر صرفاًدر تزئین جلد قرآن کریم وکتاب های مذهبی استفاده می شد، اما امروزه بر روی سطوح آثاری چون قلمدان، قاب آیینه، صندوقچه، جلد کتاب های غیر مذهبی و نگاره های مستقل نیز به صورت تابلو دیده می شود.

## تاریخچه
از نظر تاریخی ترکیب گیاهان و پرندگان از زمان دور شدن ترسیم گیاهان به طرح‌های هندسی آغاز شد. زیرا گل‌ها و گیاهان با بافت حلقه‌ای و پر خم و پیچ خود می‌توانند طرح‌های هندسی را بپذیرند اما پرندگان با نرمی اندام‌هایشان به طرح‌های غیرهندسی نیاز دارند. آثار گل و مرغ از دوران سلجوقی، صفوی و قاجار وجود دارند که تفاوت‌هایی میان آن هاست. اما روند تغییرات آنها در طول زمان کند بوده‌است. در اواخر دوران صفویه پرندگان با دقت زیادی کشیده می‌شدند و پس از آن دیگر تغییر شگرفی در این هنر دیده نمی‌شود.  اما در شیوه اجرا تفاوت‌هایی وجود دارد. برای مثال در مکتب شیراز گلبرگ‌ها پُرتر هستند و در روش‌های دیگری کاملاً نازک و اندک می‌باشند.